# 陣ヶ峰駅
陣ヶ峰駅（じんがみねえき）は、新潟県加茂市にあった蒲原鉄道（蒲原鉄道線）の駅。

## 歴史
- 1930年（昭和5年）10月20日：加茂 - 東加茂間の開通と同時に開業。
- 1985年（昭和60年）4月1日：加茂 - 村松間の廃線により廃駅となる。

## 駅構造
単式ホーム1面1線を有する地上駅。無人駅であった。

## 跡地
廃線後もその駅の痕跡は今でも残っており、駅近くの橋台跡や入り口に通ずる階段が確認できる。ホームは2023年（令和5年）早々に撤去された。

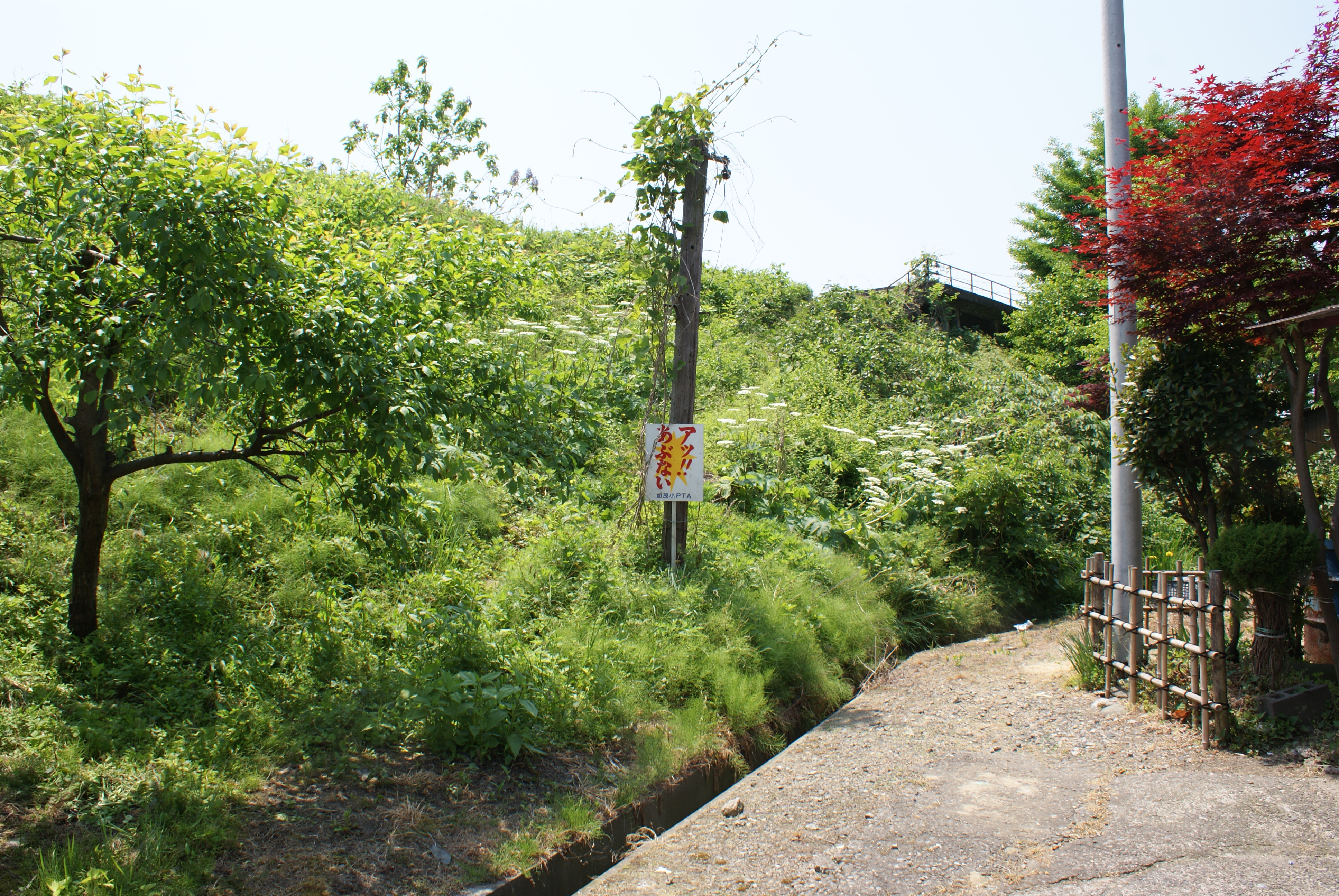
駅入口（2008年5月）
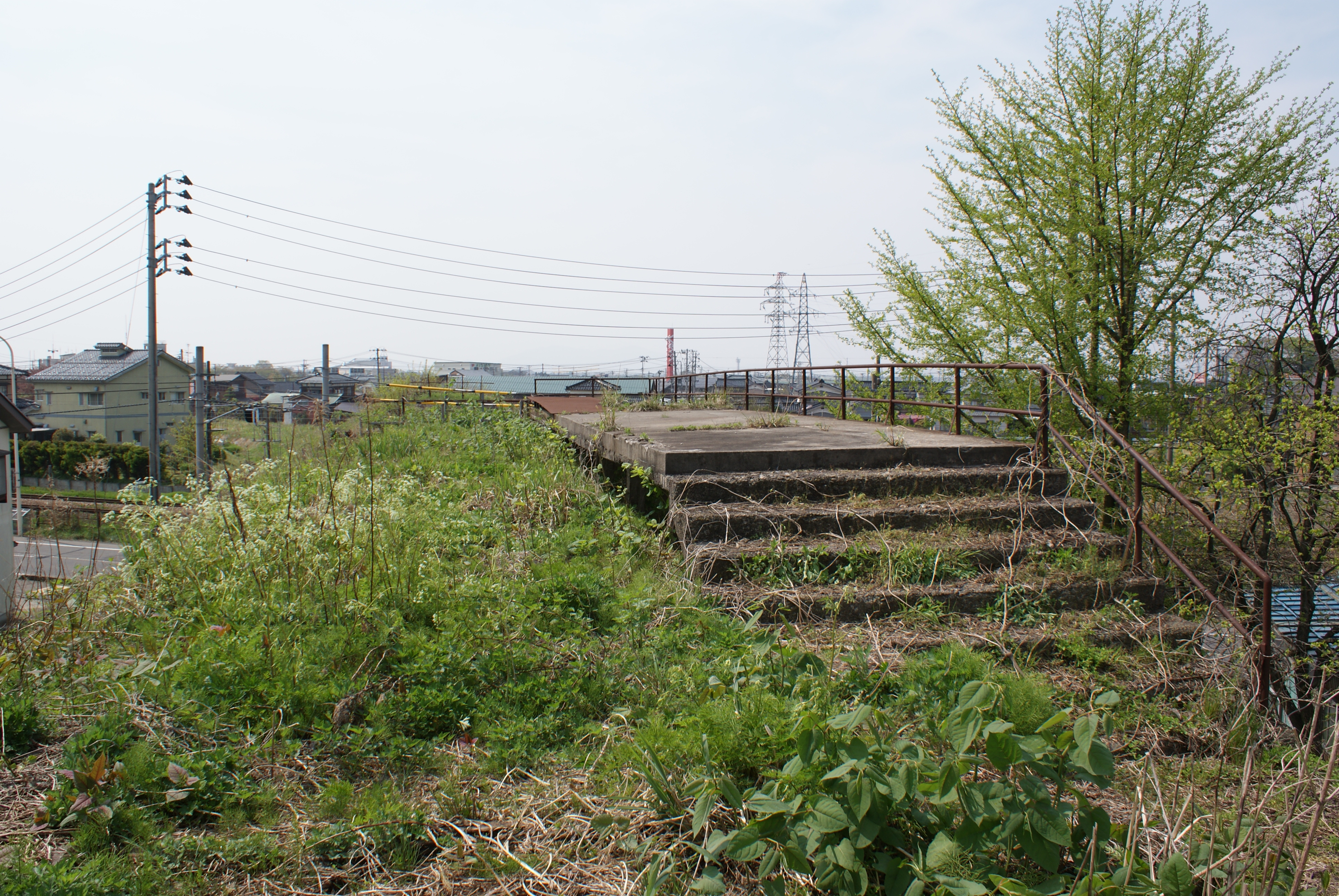
ホームの遺構（2008年4月）

## 隣の駅
蒲原鉄道
蒲原鉄道線
加茂駅 - 陣ヶ峰駅 - 東加茂駅